# Cipolla bianca di Fara Filiorum Petri
Il cipolla bianca di Fara Filiorum Petri è una varietà di cipolla coltivata in Abruzzo ed in particolare a Fara Filiorum Petri nella provincia di Chieti. Fa parte dei prodotti agroalimentari tradizionali abruzzesi e dei Presidi Slow Food dell’Abruzzo.